# Maurice Pic
Maurice Pic (Marrigny cerca de Digoin, 23 de marzo de 1866 – Les Guerreaux, 29 de diciembre de 1957) fue un entomólogo francés especializado en Coleoptera. Contribuyó con Mary-Louis Fauconnet al Catalogue raisonné des coléoptères de Saône-et-Loire (Le Creusot, Martet, 1887) y escribió muchos artículos cortos, muchos en L'Échange, Revue Linnéenne describiendo escarabajos del mundo. Su obra más importante fue para Sigmund Schenkling en Coleopterorum Catalogus que sigue siendo muy relevante.
Sus colecciones se hallan en el Museo Nacional de Historia Natural de Francia en París.

## Obra
Excluye artículos cortos.
- 1898-1934. Matériaux pour servir a l'étude des Longicornes. Cahiers 1-11, 120 p.

- 1902. Coleoptera Heteromera Fam. Hylophilidae. P. Wytsman (ed.), Genera Insectorum. Fasc. 8. P. Wytsman, Bruselas, 14 p. 1 pl.

- Parts 14. Hylophilidae (1911); 26. Scraptiidae, Pedilidae (1911); 36. Anthicidae (1911); 41. Ptinidae (1912); 48. Anobiidae (1912); 55. Bruchidae (1913); 58. Dascillidae, Helodidae, Eucinetidae (1914); 81. Rhipiceridae (1925); 87. Phloeophilidae, Rhadalidae, Prionoceridae (1926); 94. Phengodidae, Karumiidae (1927); 103. Dasytidae: Melyrinae (1929); 155. Dasytidae: Dasytinae (1937) de Schenkling S. (ed.) Coleopterorum Catalogus. W. Junk, Berlín.

## Periódicos
Publicó tres periódicos:
- L'Échange, 1885-1956, 543 ejemplares
- Mélanges Exotico-Entomologiques, 1911-1939, 71 ejs.
- Opuscula Martialis, 1940-1944, 13 ejs.

## Abreviatura (zoología)
La abreviatura Pic  se emplea para indicar a Maurice Pic como autoridad en la descripción y taxonomía en zoología.